# Ардабьево
Ардабьево (Ардеево, Нестерово) — село в России, расположено в Касимовском районе Рязанской области. Является административным центром Ардабьевского сельского поселения.

## Географическое положение
Село Ардабьево расположено на реке Унжа примерно в 22 км к северо-востоку от центра города Касимова. Ближайшие населённые пункты — деревня Жуково к северу, деревня Николаевка к востоку, деревня Фомино к югу и село Свищево к западу.

## История
Село Ардабьево, имеющее Никольскую церковь, впервые упоминается в 1676 г. 
В селе была усадьба прапорщика В.С. Вышеславцева (1741-1809) и его сына С.В. Вышеславцева (1771-1802). В середине XIX века село принадлежало поручику Н.И. Воейкову. 
В 1797 году на средства помещика В.С. Вышеславцева в селе была построена вторая каменная церковь в честь Владимирской иконы Пресвятой Богородицы. в стиле зрелого классицизма. Усадебные здания и деревянная кладбищенская церковь митрополита Алексия Московского утрачены. Рядом с храмом похоронены отец и сын Вышеславцевы.
В XIX в. село делилось на расположенное к югу от тракта Касимов - Меленки Большое Ардабьево и расположенное к северу от тракта Малое Ардабьево. В 1862 г. Большое Ардабьево имело 106 дворов при численности населения 1119 чел., а Малое Ардабьево 40 дворов при численности населения 437  чел. 
В 1893 году село являлось административным центром Ардабьевской волости Елатомского уезда Тамбовской губернии.

## Население
| 2010 |
| ---- |
| 539  |

## Улицы
Уличная сеть села состоит из пяти улиц: Береговая, Заовражная, Молодёжная, Полевая и Центральная.

## Транспорт и связь
Село расположено на асфальтированной дороге и имеет регулярное автобусное сообщение с районным центром. 
В селе Ардабьево имеется одноименное сельское отделение почтовой связи (индекс 391356).

## Религия
В селе есть действующий храм в честь Владимирской иконы Пресвятой Богородицы. Приход относится ко второму Касимовскому благочинию Касимовской епархии. Храм был закрыт только в 1941-1944 г.